# Cixius stigmata
Cixius stigmata är en insektsart som först beskrevs av Thomas Say 1825.  Cixius stigmata ingår i släktet Cixius och familjen kilstritar. Inga underarter finns listade i Catalogue of Life.